# ヒューズ郡 (オクラホマ州)
ヒューズ郡 (Hughes County) は、アメリカ合衆国オクラホマ州に位置する郡である。2000年現在、人口は14,154人である。ここの郡庁所在地はホールデンビルである。

## 地理
アメリカ合衆国統計局によると、この郡は総面積2,110 km2 (815 mi2) である。このうち2,089 km2 (807 mi2) が陸地で20 km2 (8 mi2) が水地域である。総面積の0.97%が水地域となっている。

### 隣接する郡
- オクフスキー郡  (北)
- マッキントッシュ郡  (北東)
- ピッツバーグ郡  (東)
- コール郡  (南)
- ポントトク郡  (南西)
- セミノール郡  (西)

## 人口動勢
2000年現在の国勢調査で、この郡は人口14,154人、5,319世帯、及び3,675家族が暮らしている。人口密度は7/km2 (18/mi2) である。3/km2 (8/mi2) の平均的な密度に6,237軒の住宅が建っている。この郡の人種的な構成は白人72.77%、アフリカン・アメリカン4.48%、先住民16.18%、アジア0.21%、太平洋諸島系0.02%、その他の人種0.98%、及び混血5.36%である。ここの人口の2.49%はヒスパニックまたはラテン系である。
この郡内の住民は23.20%が18歳未満の未成年、18歳以上24歳以下が8.00%、25歳以上44歳以下が27.20%、45歳以上64歳以下が23.20%、及び65歳以上が18.60%にわたっている。中央値年齢は39歳である。女性100人ごとに対して男性は105.80人である。18歳以上の女性100人ごとに対して男性は105.50人である。
この郡内の世帯ごとの平均的な収入は22,621米ドルであり、家族ごとの平均的な収入は29,153米ドルである。男性は22,337米ドルに対して女性は18,029米ドルの平均的な収入がある。この郡の一人当たりの収入 (per capita income) は12,687米ドルである。人口の21.90%及び家族の16.70%は貧困線以下である。全人口のうち18歳未満の27.40%及び65歳以上の17.60%は貧困線以下の生活を送っている。

## 都市及び町
| - アレン - Atwood - Calvin - ダスティン - Gerty - ホールデンビル | - ホーンタウン - ラマー - Spaulding - スチュアート - Wetumka - Yeager |

## NRHP 遺跡
ヒューズ郡内の以下の遺跡はw:National Register of Historic Placesの名簿に記載されている。
- ダスティン農業ビル、ダスティン
- Holdenville Armory、ホールデンビル
- ホールデンビル・シティホール、ホールデンビル
- Levering Mission、Wetumka
- Moss School Gymnasium、ホールデンビル
- Spaulding School Gymnasium--Auditorium、Spaulding
- スチュアートホテル、スチュアート
- ジョン・E・ターナー・ハウス、ホールデンビル
- Wetumka Armory、Wetumka
- Wetumka Cemetery Pavilion and Fence、Wetumka